# 24 Heures de Daytona 2008
Navigation
Édition précédente Édition suivante
Les 24 Heures de Daytona 2008 (Rolex 24 At Daytona 2008), disputées les 26 janvier 2008 et 27 janvier 2008 sur le Daytona International Speedway, sont la quarante-sixième édition de cette épreuve, la quarante-deuxième sur un format de vingt-quatre heures, et la première manche des Rolex Sports Car Series 2008. Elle est remportée par la Riley Mk.XX-Lexus no 01 de l'écurie Chip Ganassi Racing.

## Classement de la course
Classement à l'issue de la course (vainqueurs de catégorie en gras), :
| Pos. | Catégorie | N° | Écurie                               | Pilotes                                                                          | Châssis/Moteur         | Tours/Abandon |
| ---- | --------- | -- | ------------------------------------ | -------------------------------------------------------------------------------- | ---------------------- | ------------- |
| 1    | DP        | 01 | Telmex Chip Ganassi Racing           | Scott Pruett Memo Rojas Dario Franchitti Juan Pablo Montoya                      | Riley Mk. XI           | 695           |
| 1    | DP        | 01 | Telmex Chip Ganassi Racing           | Scott Pruett Memo Rojas Dario Franchitti Juan Pablo Montoya                      | Lexus 5.0L V8          | 695           |
| 2    | DP        | 99 | Gainsco Bob Stallings Racing         | Jon Fogarty Alex Gurney Jimmy Vasser Jimmie Johnson                              | Riley Mk. XI           | 693           |
| 2    | DP        | 99 | Gainsco Bob Stallings Racing         | Jon Fogarty Alex Gurney Jimmy Vasser Jimmie Johnson                              | Pontiac 5.0L V8        | 693           |
| 3    | DP        | 9  | Penske-Taylor Racing                 | Ryan Briscoe Hélio Castroneves Kurt Busch                                        | Riley Mk. XI           | 689           |
| 3    | DP        | 9  | Penske-Taylor Racing                 | Ryan Briscoe Hélio Castroneves Kurt Busch                                        | Pontiac 5.0L V8        | 689           |
| 4    | DP        | 76 | Krohn Racing                         | Darren Turner Niclas Jönsson Ricardo Zonta                                       | Proto-Auto Lola B08/70 | 688           |
| 4    | DP        | 76 | Krohn Racing                         | Darren Turner Niclas Jönsson Ricardo Zonta                                       | Pontiac 5.0L V8        | 688           |
| 5    | DP        | 10 | SunTrust Racing                      | Wayne Taylor Ricky Taylor Michael Valiante Max Angelelli                         | Riley Mk. XI           | 687           |
| 5    | DP        | 10 | SunTrust Racing                      | Wayne Taylor Ricky Taylor Michael Valiante Max Angelelli                         | Pontiac 5.0L V8        | 687           |
| 6    | DP        | 60 | Michael Shank Racing                 | Mark Patterson Graham Rahal Oswaldo Negri Jr. Justin Wilson                      | Riley Mk. XI           | 680           |
| 6    | DP        | 60 | Michael Shank Racing                 | Mark Patterson Graham Rahal Oswaldo Negri Jr. Justin Wilson                      | Ford 5.0L V8           | 680           |
| 7    | DP        | 75 | Krohn Racing                         | Tracy Krohn Eric van de Poele Oliver Gavin                                       | Proto-Auto Lola B08/70 | 678           |
| 7    | DP        | 75 | Krohn Racing                         | Tracy Krohn Eric van de Poele Oliver Gavin                                       | Pontiac 5.0L V8        | 678           |
| 8    | DP        | 91 | Bob Stallings Racing                 | Jim Matthews Johnny O'Connell Ryan Hunter-Reay Marc Goossens                     | Riley Mk. XI           | 676           |
| 8    | DP        | 91 | Bob Stallings Racing                 | Jim Matthews Johnny O'Connell Ryan Hunter-Reay Marc Goossens                     | Pontiac 5.0L V8        | 676           |
| 9    | GT        | 70 | SpeedSource                          | David Haskell Nick Ham Sylvain Tremblay Raphael Matos                            | Mazda RX-8 GT          | 664           |
| 9    | GT        | 70 | SpeedSource                          | David Haskell Nick Ham Sylvain Tremblay Raphael Matos                            | Mazda 2.0L 3-Rotor     | 664           |
| 10   | GT        | 66 | The Racer's Group                    | Bryce Miller Ted Ballou Andy Lally Richard Westbrook                             | Porsche 997 GT3 Cup    | 657           |
| 10   | GT        | 66 | The Racer's Group                    | Bryce Miller Ted Ballou Andy Lally Richard Westbrook                             | Porsche 3.6L Flat-6    | 657           |
| 11   | GT        | 67 | The Racer's Group                    | Tim George, Jr. Spencer Pumpelly Bryan Sellers Romain Dumas Emmanuel Collard     | Porsche 997 GT3 Cup    | 657           |
| 11   | GT        | 67 | The Racer's Group                    | Tim George, Jr. Spencer Pumpelly Bryan Sellers Romain Dumas Emmanuel Collard     | Porsche 3.6L Flat-6    | 657           |
| 12   | GT        | 64 | The Racer's Group                    | Jim Lowe Jim Pace Johannes van Overbeek R. J. Valentine Tim Sugden               | Porsche 997 GT3 Cup    | 656           |
| 12   | GT        | 64 | The Racer's Group                    | Jim Lowe Jim Pace Johannes van Overbeek R. J. Valentine Tim Sugden               | Porsche 3.6L Flat-6    | 656           |
| 13   | GT        | 69 | SpeedSource                          | Emil Assentato Jeff Segal Nick Longhi Lonnie Pechnik                             | Mazda RX-8 GT          | 653           |
| 13   | GT        | 69 | SpeedSource                          | Emil Assentato Jeff Segal Nick Longhi Lonnie Pechnik                             | Mazda 2.0L 3-Rotor     | 653           |
| 14   | DP        | 6  | Michael Shank Racing                 | John Pew A. J. Allmendinger Burt Frisselle Ian James                             | Riley Mk. XI           | 652           |
| 14   | DP        | 6  | Michael Shank Racing                 | John Pew A. J. Allmendinger Burt Frisselle Ian James                             | Ford 5.0L V8           | 652           |
| 15   | DP        | 09 | Spirit of Daytona Racing             | Guy Cosmo Michael McDowell Marc-Antoine Camirand                                 | Fabcar FDSC/03         | 652           |
| 15   | DP        | 09 | Spirit of Daytona Racing             | Guy Cosmo Michael McDowell Marc-Antoine Camirand                                 | Porsche 3.99L Flat-6   | 652           |
| 16   | GT        | 80 | Synergy Racing                       | Mark Greenberg Damien Faulkner Jan Heylen Lance David Arnold                     | Porsche 997 GT3 Cup    | 651           |
| 16   | GT        | 80 | Synergy Racing                       | Mark Greenberg Damien Faulkner Jan Heylen Lance David Arnold                     | Porsche 3.6L Flat-6    | 651           |
| 17   | GT        | 07 | Banner Racing                        | Paul Edwards Kelly Collins Jan Magnussen                                         | Pontiac GXP.R          | 647           |
| 17   | GT        | 07 | Banner Racing                        | Paul Edwards Kelly Collins Jan Magnussen                                         | Pontiac 6.0L V8        | 647           |
| 18   | GT        | 87 | Farnbacher Loles Racing              | Dominik Farnbacher pl:Pierre Ehret Timo Bernhard Dirk Werner                     | Porsche 997 GT3 Cup    | 646           |
| 18   | GT        | 87 | Farnbacher Loles Racing              | Dominik Farnbacher pl:Pierre Ehret Timo Bernhard Dirk Werner                     | Porsche 3.6L Flat-6    | 646           |
| 19   | GT        | 57 | Stevenson Motorsports                | Andrew Davis Randy Pobst Gunnar Jeannette Robin Liddell                          | Pontiac GXP.R          | 644           |
| 19   | GT        | 57 | Stevenson Motorsports                | Andrew Davis Randy Pobst Gunnar Jeannette Robin Liddell                          | Pontiac 6.0L V8        | 644           |
| 20   | GT        | 30 | Racers Edge Motorsports              | Ken Dobson Robert Thorne Drew Staveley Craig Stone                               | Mazda RX-8 GT          | 642           |
| 20   | GT        | 30 | Racers Edge Motorsports              | Ken Dobson Robert Thorne Drew Staveley Craig Stone                               | Mazda 2.0L 3-Rotor     | 642           |
| 21   | GT        | 74 | Autometrics Motorsports              | Bransen Patch Jim Hamblin Joe Safina David Murry Derek Skea                      | Porsche 997 GT3 Cup    | 638           |
| 21   | GT        | 74 | Autometrics Motorsports              | Bransen Patch Jim Hamblin Joe Safina David Murry Derek Skea                      | Porsche 3.6L Flat-6    | 638           |
| 22   | GT        | 88 | Farnbacher Loles Racing              | Pierre Kaffer Frank Stippler Dave Lacey Greg Wilkins Eric Curran                 | Porsche 997 GT3 Cup    | 637           |
| 22   | GT        | 88 | Farnbacher Loles Racing              | Pierre Kaffer Frank Stippler Dave Lacey Greg Wilkins Eric Curran                 | Porsche 3.6L Flat-6    | 637           |
| 23   | DP        | 59 | Brumos Racing                        | Hurley Haywood J. C. France Terry Borcheller João Barbosa                        | Riley Mk. XI           | 622           |
| 23   | DP        | 59 | Brumos Racing                        | Hurley Haywood J. C. France Terry Borcheller João Barbosa                        | Porsche 3.99L Flat-6   | 622           |
| 24   | GT        | 84 | Farnbacher Loles Racing              | Chris Bingham Don Pickering Bill Cotter Chris Pennington                         | Porsche 997 GT3 Cup    | 637           |
| 24   | GT        | 84 | Farnbacher Loles Racing              | Chris Bingham Don Pickering Bill Cotter Chris Pennington                         | Porsche 3.6L Flat-6    | 637           |
| 25   | DP        | 03 | Vision Racing                        | Ed Carpenter A. J. Foyt IV John Andretti Vitor Meira Tony George                 | Crawford DP08          | 615           |
| 25   | DP        | 03 | Vision Racing                        | Ed Carpenter A. J. Foyt IV John Andretti Vitor Meira Tony George                 | Porsche 3.99L Flat-6   | 615           |
| 26   | GT        | 44 | Bullet Racing                        | Zach Arnold Dyrk van Zanten, Jr. Steve Paquette Glenn Nixon                      | Porsche 997 GT3 Cup    | 615           |
| 26   | GT        | 44 | Bullet Racing                        | Zach Arnold Dyrk van Zanten, Jr. Steve Paquette Glenn Nixon                      | Porsche 3.6L Flat-6    | 615           |
| 27   | DP        | 58 | Brumos Racing                        | Darren Law David Donohue Buddy Rice                                              | Riley Mk. XI           | 611           |
| 27   | DP        | 58 | Brumos Racing                        | Darren Law David Donohue Buddy Rice                                              | Porsche 3.99L Flat-6   | 611           |
| 28   | DP        | 7  | Sigalsport                           | Matt Plumb Quentin Wahl Stéphan Grégoire Michael Cullen Paddy Shovlin            | Riley Mk. XI           | 601           |
| 28   | DP        | 7  | Sigalsport                           | Matt Plumb Quentin Wahl Stéphan Grégoire Michael Cullen Paddy Shovlin            | BMW 5.0L V8            | 601           |
| 29   | GT        | 17 | Terra Firma Motorsports              | Ron Zitza Gary Jensen Mark Jensen Jordan Taylor                                  | Porsche 997 GT3 Cup    | 599           |
| 29   | GT        | 17 | Terra Firma Motorsports              | Ron Zitza Gary Jensen Mark Jensen Jordan Taylor                                  | Porsche 3.6L Flat-6    | 599           |
| 30   | GT        | 72 | Autohaus Motorsports                 | Max Papis Tim Lewis, Jr. Craig Stanton Lawson Aschenbach                         | Pontiac GXP.R          | 590           |
| 30   | GT        | 72 | Autohaus Motorsports                 | Max Papis Tim Lewis, Jr. Craig Stanton Lawson Aschenbach                         | Pontiac 6.0L V8        | 590           |
| 31   | GT        | 34 | Orbit Racing                         | Lance Willsey Mike Fitzgerald Tom Papadopoulos Johnny Mowlem                     | Porsche 997 GT3 Cup    | 589           |
| 31   | GT        | 34 | Orbit Racing                         | Lance Willsey Mike Fitzgerald Tom Papadopoulos Johnny Mowlem                     | Porsche 3.6L Flat-6    | 589           |
| 32   | GT        | 65 | The Racer's Group                    | Russ Oasis Tom Atherton Jim Stout Jason Daskalos Tommy Archer                    | Porsche 997 GT3 Cup    | 585           |
| 32   | GT        | 65 | The Racer's Group                    | Russ Oasis Tom Atherton Jim Stout Jason Daskalos Tommy Archer                    | Porsche 3.6L Flat-6    | 585           |
| 33   | GT        | 86 | Farnbacher Loles Racing              | Eric Lux Leh Keen Sascha Maassen Wolf Henzler Jörg Bergmeister                   | Porsche 997 GT3 Cup    | 580           |
| 33   | GT        | 86 | Farnbacher Loles Racing              | Eric Lux Leh Keen Sascha Maassen Wolf Henzler Jörg Bergmeister                   | Porsche 3.6L Flat-6    | 580           |
| 34   | GT        | 52 | Mastercar                            | Joe Castellano (de) Fred Machado Ma Chi Min Roberto Ragazzi Constantino Bertuzzi | Ferrari F430 Challenge | 578           |
| 34   | GT        | 52 | Mastercar                            | Joe Castellano (de) Fred Machado Ma Chi Min Roberto Ragazzi Constantino Bertuzzi | Ferrari 4.3L V8        | 578           |
| 35   | GT        | 85 | Farnbacher Loles Racing Team Seattle | Don Kitch, Jr. Steve Miller Chris Pallis Ross Bentley                            | Porsche 997 GT3 Cup    | 572           |
| 35   | GT        | 85 | Farnbacher Loles Racing Team Seattle | Don Kitch, Jr. Steve Miller Chris Pallis Ross Bentley                            | Porsche 3.6L Flat-6    | 572           |
| 36   | DP        | 23 | Alex Job Racing                      | Bill Auberlen Joey Hand Patrick Long Andy Wallace                                | Crawford DP08          | 569           |
| 36   | DP        | 23 | Alex Job Racing                      | Bill Auberlen Joey Hand Patrick Long Andy Wallace                                | Porsche 3.99L Flat-6   | 569           |
| 37   | GT        | 06 | Banner Racing                        | Leighton Reese Robert Nearn Marc Bunting Andy Pilgrim                            | Pontiac GXP.R          | 564           |
| 37   | GT        | 06 | Banner Racing                        | Leighton Reese Robert Nearn Marc Bunting Andy Pilgrim                            | Pontiac 6.0L V8        | 564           |
| 38   | GT        | 81 | Synergy Racing                       | Steve Johnson Patrick Huisman Robert Doornbos Richard Lietz                      | Porsche 997 GT3 Cup    | 558           |
| 38   | GT        | 81 | Synergy Racing                       | Steve Johnson Patrick Huisman Robert Doornbos Richard Lietz                      | Porsche 3.6L Flat-6    | 558           |
| 39   | GT        | 40 | Dempsey Racing                       | Joe Foster Patrick Dempsey Charles Espenlaub Romeo Kapudija Scott Maxwell        | Mazda RX-8 GT          | 552           |
| 39   | GT        | 40 | Dempsey Racing                       | Joe Foster Patrick Dempsey Charles Espenlaub Romeo Kapudija Scott Maxwell        | Mazda 2.0L 3-Rotor     | 552           |
| 40   | GT        | 68 | The Racer's Group                    | Michael Gomez Michael Auriemma John Mayes Scott Schroeder Brent Milner           | Porsche 997 GT3 Cup    | 550           |
| 40   | GT        | 68 | The Racer's Group                    | Michael Gomez Michael Auriemma John Mayes Scott Schroeder Brent Milner           | Porsche 3.6L Flat-6    | 550           |
| 41   | DP        | 77 | Doran Racing                         | Memo Gidley Fabrizio Gollin Gabriele Gardel Brad Jaeger                          | Doran JE4              | 546           |
| 41   | DP        | 77 | Doran Racing                         | Memo Gidley Fabrizio Gollin Gabriele Gardel Brad Jaeger                          | Ford 5.0L V8           | 546           |
| 42   | DP        | 3  | Southard Motorsports                 | Shane Lewis Bill Lester Ted Christopher Alex Barron                              | Riley Mk. XI           | 527           |
| 42   | DP        | 3  | Southard Motorsports                 | Shane Lewis Bill Lester Ted Christopher Alex Barron                              | Lexus 5.0L V8          | 527           |
| 43   | GT        | 14 | Autometrics Motorsports              | Cory Friedman Mac McGehee Anthony Lazzaro Ralf Kelleners                         | Porsche 997 GT3 Cup    | 524           |
| 43   | GT        | 14 | Autometrics Motorsports              | Cory Friedman Mac McGehee Anthony Lazzaro Ralf Kelleners                         | Porsche 3.6L Flat-6    | 524           |
| 44   | DP        | 02 | Target Chip Ganassi Racing           | Dan Wheldon Scott Dixon Alex Lloyd Salvador Durán                                | Riley Mk. XI           | 515           |
| 44   | DP        | 02 | Target Chip Ganassi Racing           | Dan Wheldon Scott Dixon Alex Lloyd Salvador Durán                                | Lexus 5.0L V8          | 515           |
| 45   | GT        | 21 | Matt Connolly Motorsports            | Hal Prewitt Spencer Trenery Vic Rice Diego Alessi Karl Reindler                  | Pontiac GTO.R          | 513           |
| 45   | GT        | 21 | Matt Connolly Motorsports            | Hal Prewitt Spencer Trenery Vic Rice Diego Alessi Karl Reindler                  | Pontiac 6.0L V8        | 513           |
| 46   | GT        | 62 | The Racer's Group                    | Claudio Burtin Jack Baldwin Scott Tucker Ed Zabinski Martin Ragginger (de)       | Porsche 997 GT3 Cup    | 511           |
| 46   | GT        | 62 | The Racer's Group                    | Claudio Burtin Jack Baldwin Scott Tucker Ed Zabinski Martin Ragginger (de)       | Porsche 3.6L Flat-6    | 511           |
| 47   | GT        | 27 | O'Connell Racing                     | Kevin O'Connell Kevin Roush Kris Wilson Hugh Plumb                               | Porsche 997 GT3 Cup    | 473           |
| 47   | GT        | 27 | O'Connell Racing                     | Kevin O'Connell Kevin Roush Kris Wilson Hugh Plumb                               | Porsche 3.6L Flat-6    | 473           |
| 48   | DP        | 61 | AIM Autosport                        | Colin Braun Brian Frisselle Mark Wilkins Andrew Ranger                           | Riley Mk. XI           | 448           |
| 48   | DP        | 61 | AIM Autosport                        | Colin Braun Brian Frisselle Mark Wilkins Andrew Ranger                           | Ford 5.0L V8           | 448           |
| 49   | GT        | 29 | Alegra Motorsports                   | Jake Rosenzweig Bob Woodman Louis-Philippe Dumoulin Scooter Gabel Chris Gleason  | Porsche 997 GT3 Cup    | 418           |
| 49   | GT        | 29 | Alegra Motorsports                   | Jake Rosenzweig Bob Woodman Louis-Philippe Dumoulin Scooter Gabel Chris Gleason  | Porsche 3.6L Flat-6    | 418           |
| 50   | GT        | 43 | Team Sahlen                          | Will Nonnamaker Wayne Nonnamaker Joe Nonnamaker Joe Sahlen                       | Mazda RX-8 GT          | 401           |
| 50   | GT        | 43 | Team Sahlen                          | Will Nonnamaker Wayne Nonnamaker Joe Nonnamaker Joe Sahlen                       | Mazda 2.0L 3-Rotor     | 401           |
| 51   | GT        | 83 | Farnbacher Loles Racing              | C. R. Crews Russell Walker Peter Ludwig Ben McCrackin Tim Bergmeister            | Porsche 997 GT3 Cup    | 397           |
| 51   | GT        | 83 | Farnbacher Loles Racing              | C. R. Crews Russell Walker Peter Ludwig Ben McCrackin Tim Bergmeister            | Porsche 3.6L Flat-6    | 397           |
| 52   | GT        | 26 | Gotham Competition                   | Jerome Jacalone Joe Jacalone Jim Michaelian Bob Michaelian Scooter Gabel         | Porsche 997 GT3 Cup    | 364           |
| 52   | GT        | 26 | Gotham Competition                   | Jerome Jacalone Joe Jacalone Jim Michaelian Bob Michaelian Scooter Gabel         | Porsche 3.6L Flat-6    | 364           |
| 53   | GT        | 89 | Farnbacher Loles Racing              | Luca Drudi Raffaele Giammaria (en) Gabrio Rosa Giacomo Petrobelli Jörg Hardt     | Porsche 997 GT3 Cup    | 284           |
| 53   | GT        | 89 | Farnbacher Loles Racing              | Luca Drudi Raffaele Giammaria (en) Gabrio Rosa Giacomo Petrobelli Jörg Hardt     | Porsche 3.6L Flat-6    | 284           |
| 54   | GT        | 50 | Blackforest Motorsports              | John Farano Carl Jensen John Cloud Boris Said James Bradley                      | Ford Mustang           | 255           |
| 54   | GT        | 50 | Blackforest Motorsports              | John Farano Carl Jensen John Cloud Boris Said James Bradley                      | Ford 5.0L V8           | 255           |
| 55   | DP        | 2  | SAMAX Motorsport                     | Henri Zogaib Mike Rockenfeller Lucas Luhr Allan McNish                           | Riley Mk. XI           | 233           |
| 55   | DP        | 2  | SAMAX Motorsport                     | Henri Zogaib Mike Rockenfeller Lucas Luhr Allan McNish                           | Pontiac 5.0L V8        | 233           |
| 56   | DP        | 31 | Matt Connolly Motorsports            | Seth Ingram Mirco Schultis Bob Frost Miroslav Konôpka Ettore Contini             | Chase CCE              | 231           |
| 56   | DP        | 31 | Matt Connolly Motorsports            | Seth Ingram Mirco Schultis Bob Frost Miroslav Konôpka Ettore Contini             | Pontiac 5.0L V8        | 231           |
| 57   | GT        | 15 | Blackforest Motorsports              | David Empringham Jean-François Dumoulin Tom Nastasi Boris Said                   | Ford Mustang           | 177           |
| 57   | GT        | 15 | Blackforest Motorsports              | David Empringham Jean-François Dumoulin Tom Nastasi Boris Said                   | Ford 5.0L V8           | 177           |
| 58   | DP        | 16 | Cheever Racing                       | Matteo Bobbi Antonio García Stéphane Ortelli Fabio Babini                        | Coyote CC/08           | 170           |
| 58   | DP        | 16 | Cheever Racing                       | Matteo Bobbi Antonio García Stéphane Ortelli Fabio Babini                        | Pontiac 5.0L V8        | 170           |
| 59   | GT        | 90 | Automatic Racing                     | Jep Thornton Tom Long Joe Varde (en) David Russell                               | BMW M6                 | 163           |
| 59   | GT        | 90 | Automatic Racing                     | Jep Thornton Tom Long Joe Varde (en) David Russell                               | BMW 5.0L V10           | 163           |
| 60   | GT        | 22 | Alegra Motorsports                   | Carlos de Quesada Nathan Swartzbaugh Patrick Pilet Marc Basseng                  | Porsche 997 GT3 Cup    | 149           |
| 60   | GT        | 22 | Alegra Motorsports                   | Carlos de Quesada Nathan Swartzbaugh Patrick Pilet Marc Basseng                  | Porsche 3.6L Flat-6    | 149           |
| 61   | DP        | 11 | SAMAX Motorsport                     | Tomáš Enge Milka Duno Harold Primat Ryan Dalziel                                 | Riley Mk. XI           | 97            |
| 61   | DP        | 11 | SAMAX Motorsport                     | Tomáš Enge Milka Duno Harold Primat Ryan Dalziel                                 | Pontiac 5.0L V8        | 97            |
| 62   | GT        | 08 | Goldin Motorsports                   | Steve Goldin Keith Goldin Jim Meassick Squeak Kennedy                            | Mazda RX-8 GT          | 83            |
| 62   | GT        | 08 | Goldin Motorsports                   | Steve Goldin Keith Goldin Jim Meassick Squeak Kennedy                            | Mazda 2.0L 3-Rotor     | 83            |
| 63   | DP        | 12 | RVO Motorsports                      | Derek Bell Justin Bell Tõnis Kasemets Paul Dallenbach Roger Schramm              | Riley Mk. XI           | 65            |
| 63   | DP        | 12 | RVO Motorsports                      | Derek Bell Justin Bell Tõnis Kasemets Paul Dallenbach Roger Schramm              | Pontiac 5.0L V8        | 65            |
| 64   | GT        | 56 | Mastercar                            | Matthew Marsh Christian Montanari Thomas Biagi Fabio Venier Luis Monzon          | Ferrari F430 Challenge | 55            |
| 64   | GT        | 56 | Mastercar                            | Matthew Marsh Christian Montanari Thomas Biagi Fabio Venier Luis Monzon          | Ferrari 4.3L V8        | 55            |
| 65   | DP        | 51 | Cheever Racing                       | Tom Kimber-Smith Mike Newton Thomas Erdos Scott Mayer Brent Sherman              | Coyote CC/08           | 45            |
| 65   | DP        | 51 | Cheever Racing                       | Tom Kimber-Smith Mike Newton Thomas Erdos Scott Mayer Brent Sherman              | Pontiac 5.0L V8        | 45            |
| 66   | GT        | 63 | The Racer's Group                    | Pierre Borque Hima Maher Duncan Ende Ron Yarab, Jr.                              | Porsche 997 GT3 Cup    | 31            |
| 66   | GT        | 63 | The Racer's Group                    | Pierre Borque Hima Maher Duncan Ende Ron Yarab, Jr.                              | Porsche 3.6L Flat-6    | 31            |